# Vukosavci (Aranđelovac)
Pour les articles homonymes, voir Vukosavci.
Vukosavci (en serbe cyrillique : Вукосавци) est un village de Serbie situé dans la municipalité d'Aranđelovac, district de Šumadija. Au recensement de 2011, il comptait 299 habitants.

## Démographie
| 1948  | 1953  | 1961 | 1971 | 1981 | 1991 | 2002 | 2011 |
| ----- | ----- | ---- | ---- | ---- | ---- | ---- | ---- |
| 1 028 | 1 035 | 981  | 832  | 641  | 509  | 411  | 299  |

|  |